# Powiat Reichenbach
Powiat Reichenbach (niem. Landkreis Reichenbach, pol. powiat dzierżoniowski) – prusko-niemiecka jednostka podziału administracyjnego, istniejąca w latach 1816–1945, wchodząca w skład prowincji śląskiej (do 1919 r.), a następnie prowincji dolnośląskiej.

## Historia
Landkreis Reichenbach powstał na terenie średniowiecznego księstwa świdnicko-jaworskiego w 1816 r. przy okazji reorganizacji administracji.
W tym samym czasie, w latach 1815–1816 wprowadzono w Prusach jednostkę administracyjną rejencję jako pośredni szczebel administracji pomiędzy prowincją a powiatem. Powiat Reichenbach należał do pruskiej prowincji śląskiej i do nowo utworzonej rejencji na której stolicę wyznaczono również Reichenbach.
W 1932 r. miała miejsce reforma administracyjna, związana z działaniami oszczędnościowymi rządu. Rozporządzeniem z dnia 1 sierpnia 1932 r.  zlikwidowano sąsiedni powiat Nimptsch. Nimptsch wraz z okolicami zostały włączone do powiatu dzierżoniowskiego.
Powiat Reichenbach został zajęty w maju 1945 r.  przez oddziały Armii Czerwonej. Kilkanaście dni później zaczęła działać polska administracja, m.in.  powołano urząd starostwa powiatowego. Tym samym swoją działalność na tym terenie rozpoczął polski powiat dzierżoniowski, który pokrywał się pod względem obszaru z przedwojennym powiatem Reichenbach.

## Landraci[3]
- 1851–1897  Cäsar T. R. Olearius
- 1897–1900  Hermann Freiherr von Richthofen
- 1901–1912  dr Adolf von Seidlitz
- 1913–1932  Friedrich C. M. Graf von Degenfeld-Schonburg
- 1932–1933  Günther von Schroeter
- 1933–1945  dr Walter Huebner

## Ludność (1885–1939)
- 1885 r. – 68.826
- 1890 r. – 67.957, z czego ewangelicy: 46.552,   katolicy: 20.359,   wyznanie mojżeszowe: 155
- 1900 r. – 70.979, z czego ewangelicy: 47.867,   katolicy: 22.094
- 1910 r. – 69.779, z czego ewangelicy: 48.246,   katolicy: 20.966
- 1925 r. – 66.320, z czego ewangelicy: 45.921,   katolicy: 18.454,   wyznanie mojżeszowe: 79,   inni chrześcijanie:  110
- 1933 r. – 86.062, z czego ewangelicy: 61.368,   katolicy: 21.413,   wyznanie mojżeszowe: 80,   inni chrześcijanie:   29
- 1939 r. – 84.988, z czego ewangelicy: 60.819,   katolicy: 21.235,   wyznanie mojżeszowe: 20,   inni chrześcijanie:  131

## Podział administracyjny
1 stycznia 1945 powiat dzielił się na:
- 3  miast
- 57 gmin

## Osoby związane z powiatem Reichenbach
- Jo Brauner,ur. 1937 r. w Nimptsch, prezenter wiadomości w telewizji ARD.
- Daniel Casper von Lohenstein,(1635–1683, niemiecki pisarz i poeta.
- Katja Ebstein, (ur. 1945 r.), niemiecka piosenkarka.